# Nei labirinti di un'anima
Nei labirinti dell'anima è un film diretto da Guido Brignone, prodotto nel giugno 1917 dalla Volsca Films, con Lola Visconti Brignone, Arturo Falconi e Alfredo Martinelli.